# Slavneft-Megionneftegaz
Slavneft-Megionneftegaz ist ein russisches Unternehmen mit Firmensitz in Megion. Das Unternehmen gehört nach Angaben des Magazins Forbes zu den 20 größten Unternehmen im Land; es ist ein Tochterunternehmen des russischen Ölkonzerns Slavneft (Russisch: Славнефть), fördert im autonomen Bezirk der Chanten und Mansen Erdöl und verkauft dieses.